# Metropolia Lipa
Metropolia Lipa – jedna z 16 metropolii kościoła rzymskokatolickiego na Filipinach. Została erygowana 20 czerwca 1972. 

## Diecezje
- Archidiecezja Lipa
  - Diecezja Boac
  - Diecezja Gumaca
  - Diecezja Lucena
  - Prałatura terytorialna Infanta

## Metropolici
- Alejandro Olalia (1972-1973)
- Ricardo Jamin Vidal (1973-1981)
- Mariano Gaviola y Garcés (1981-1992)
- Gaudencio Borbon Rosales (1992-2003)
- Ramon Cabrera Argüelles (2004-2017)
- Gilbert Armea Garcera (od 2007)